# Тиса, Иштван
Иштван Тиса, Стефан Тиса (венг. Tisza István; 22 апреля 1861 — 31 октября 1918) — венгерский государственный деятель, премьер-министр Королевства Венгрия (1903—1905, 1913—1917).

## Биография

### Происхождение и образование
Сын крупного политического деятеля Кальмана Тиса, возглавлявшего в 1875—1890 годах правительство страны.
До двенадцати лет находился на домашнем обучении, затем поступил в кальвинистскую гимназию в Дебрецене. Изучил юриспруденцию в Будапештском университете, международное право в Гейдельбергском университете. По завершении обучения получил докторскую степень в области экономики Берлинского университета им. Гумбольдта и в области политологии — в Оксфордского университета.

### Успешное начало карьеры
В 1886 году впервые был избран в венгерский парламент от Либеральной партии. В 1890-х годах состоял в руководстве целого ряда компаний, которые обеспечивали его высокий материальный доход. Он был президентом Венгерского банка промышленности и торговли, превратив его за десять лет из посредственного кредитного учреждения в крупнейший Банк страны. Также состоял членом советов многочисленных акционерных обществ и промышленных предприятий. Несмотря на финансовый кризис 1890-х годов, под его контролем многие из этих предприятий стали самыми быстроразвивающимися компаниями, некоторые из них стали отраслевыми лидерами страны.
В 1897 году его дядя, бездетный Лайош Тиса получил от императора Франца Иосифа I графский титул. С согласия монарха он передал свой новый титул своему племяннику — Иштвану, ставшему отныне графом.
В 1897 году выпустил в свет книгу на венгерском языке о хлебной производительности Венгрии и по-немецки — «Венгерская аграрная политика» (нем. Ungarische Agrarpolitik). С 1886 года состоял членом венгерского парламента; принадлежал к решительным сторонникам австро-венгерского соглашения и поддерживал политику реакционных министерств; выступал в дебатах преимущественно по экономическим и финансовым вопросам.
Во время обсуждения в либеральной партии «закона Тиссы» выступил сторонником отца и был кандидатом значительной части либеральной партии на пост президента палаты депутатов после выхода в отставку Силагьи; но оппозиция перенесла и на него ненависть, которую она питала к его отцу, поэтому чтобы достичь соглашения с оппозицией, его кандидатуру пришлось взять назад.

### Первый срок на посту премьер-министра
После отставки министерства графа Куэн-Хедервари, 26 октября 1903 года, составил кабинет; обязался осуществить национальную программу венгров, но с теми уступками, которых решительно требовала корона. Получил известность, добившись перезахоронения на родине останков Ференца II Ракоци.
Как министр внутренних дел он жестко подавил забастовку железнодорожников в 1904 году. Организаторы были арестованы, а забастовщики были рекрутированы в армию. Кроме того, полиция разгромила собрание крестьян-социалистов в Бихаре, 33 человека погибли и несколько сотен — ранены.
Активно поддерживал еврейские предпринимательские круги, назначив несколько представителей диаспоры в состав кабинета министров. За это подвергался нападкам антисемитски настроенных политических сил.
Ему удалось успокоить часть оппозиции, которая до тех пор вела систематическую обструкцию, и добиться утверждения бюджета на 1904 год. Но необходимость балансировать между национальной оппозицией и короной привела, в 1904 году, к возобновлению обструкции, и Тиса для борьбы с ней пришлось прибегнуть к введению, при помощи недобросовестного приема, нового парламентского регламента; этим он вызвал крайнее озлобление; в конце 1904 года в парламенте произошли сцены грубой обструкции в степени, ранее небывалой. В результате давления на представителей правящей партии и последовавшего скандала, когда спикер парламента был обвинен в том, что пытался манипулировать депутатами, подавая условный сигнал («голосование носовым платком»), часть из них покинула Либеральную партию и вскоре она сама прекратила свое существование.
Бюджет на 1905 год не был вотирован; с 1 января 1905 года Венгрия была поставлена во внеконституционное положение. Тем не менее, Тиса упорно оставался у власти, опираясь исключительно на полицейские меры борьбы. Выборы в новый парламент в конце января 1905 года дали полное торжество врагам Тиса: он подал в отставку, но только в июне составился кабинет Фейервари, и Тиса удалился с политической сцены, возбудив к себе почти всеобщую ненависть.

### Возвращение в «большую политику»
В феврале 1910 году он основал Национальную партию труда, которая в том же году выиграла парламентские выборы. Однако он сам не стал формировать правительство, в первую очередь из-за его конфликта с эрцгерцогом Францем Фердинандом, который стремился централизовать Габсбургскую империю на основе универсального избирательного права. Тиса выступала против этой инициативы, поскольку он считал, что это приведет к ослаблению верховенства мадьяров над этническими меньшинствами в Венгрии. Эта позиция была поддержана императором Францем Иосифом, однако тот побоялся эскалации общественного возмущения фигурой такого премьер-министра и поэтому новое правительство сформировал Куэн-Хедервари.
Как спикер Палаты представителей (1912—1913) он поддержал реформу общей австро-венгерской армии, направленную на усиление военной мощи монархии. Социалисты решительно выступали против его действий и организовали восстание 22 мая 1912 года («Кровавый красный четверг»), призывая к отставке спикера и введению всеобщего избирательного права.
Он также попытался решить вопрос об этнических меньшинствах на основе клерикального подхода (например, представление православной и греко-католической церкви мандатов в Верхней палате парламента).
Он был убежден, что сложная внешняя ситуация требует принятия специальных мер, и он решительно настаивает на подавлении оппозиции. В частности, он не позволил ее представителям высказаться по поводу изменения регламента. Ему удалось провести «Закон о защите», в результате которого несколько депутатов были лишены своих полномочий. Ссылаясь на акт 1848 года, он призвал полицейских удалять представителей оппозиции с заседаний.

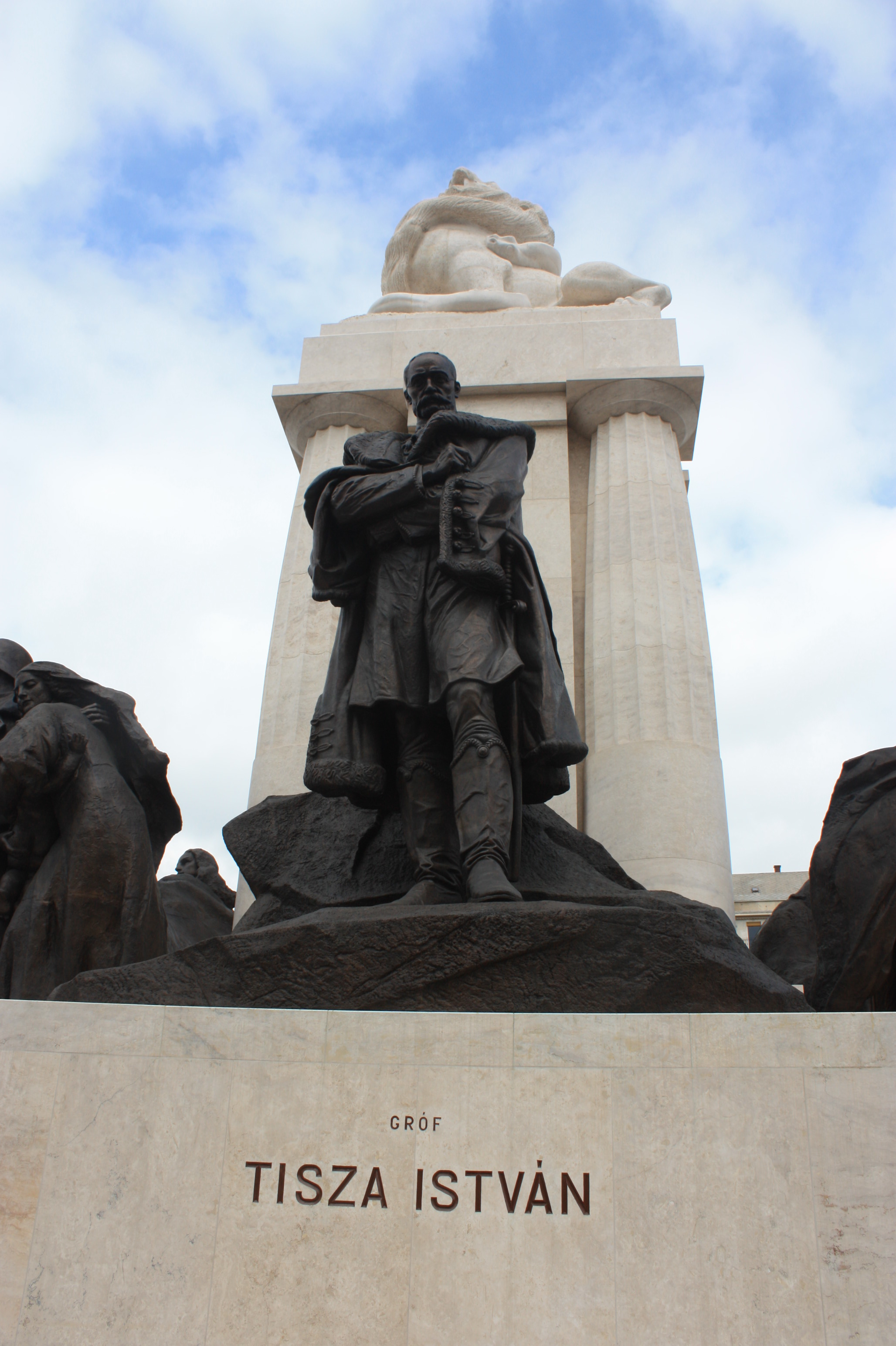
Памятник Иштвану Тисе возле здания парламента Будапешта

### Второй срок на посту премьер-министра
Возглавляя правительство в 1913—1917 годах, вдохновленный западноевропейской моделью, кабинет Тисы впервые представил правовую категорию диффамации. Журналистам и газетам приходилось выплачивать компенсацию лицам, материалы о которых в СМИ были признаны судами клеветническими. Несмотря на то, что эти институты и законы хорошо зарекомендовали себя в Западной Европе и в Соединенных Штатах, современные венгерские газеты и журналисты считали это нарушением свободы слова и свободы печати.
Во внешней политике проводил милитаристский курс. С началом Первой мировой войны, власть Тисы (как и позиция Венгрии внутри Дуалистической империи) усилилась. Изначально он был противником войны против Сербии после убийства эрцгерцога Фердинанда, поскольку считал, что это подтолкнет славянские народы к противостоянию Австро-Венгрии, а Румыния может напасть на Трансильванию. Однако его приверженность союзу с Германией в итоге взяла верх и он стал последовательным сторонником военных действий.
Мнение Тисы играло решающую роль при определении целей Австро-Венгрии в войне. Среди элит Габсбургской империи, он считался одним из основных сторонников активной балканской политики и поддержания тесного партнерства с Германией. В июле 1914 года Тиса убедил Коронный совет монархии отказаться от идеи аннексии Сербии и до конца 1915 года, венгерский премьер-министр придерживался мнения, что империя Габсбургов (и её восточная половина) не нуждались в существенном расширении границ. В то же время, Тиса ревностно отстаивал территориальную целостность Венгрии и пытался минимизировать претензии Румынии на Трансильванию как обещаниями передать ей Бессарабию (от России) или Буковину (от Австрии). В итоге 40 000 солдат были перемещены для защиты Трансильвании. В конце 1915 года, Тиса, допуская возможность объединения Австрии и Польши, стал настаивать на присоединении австрийской Далмации и Боснии (находящейся под кондоминиумом Вены и Будапешта) к Венгрии. Албания, по представлениям Тисы, должна была превратиться в протекторат Дуалистической монархии.
Отстранение Тисы от власти было одним из негласных условий Антанты для создания атмосферы начала мирных переговоров с Австро-Венгрией. После коронации Карла I, карьера Тисы начала клониться к закату, и в июне 1917 года он был вынужден подать в отставку.
57-летний экс-премьер присоединился ко 2-му гусарскому полку Венгрии, который служил на итальянском фронте, и как гусарский полковник лично руководил его подразделениями во время атак.

### Смерть
Как один из виновников начала Первой мировой войны, он в разное время пережил три неудачных покушения на свою жизнь, но в результате четвертого был убит 31 октября 1918 года восставшими солдатами в собственном доме на глазах у жены. Это произошло в день начала всеобщей забастовки, переросшей в буржуазно-демократическую революцию в Венгрии.

### Брак и дети

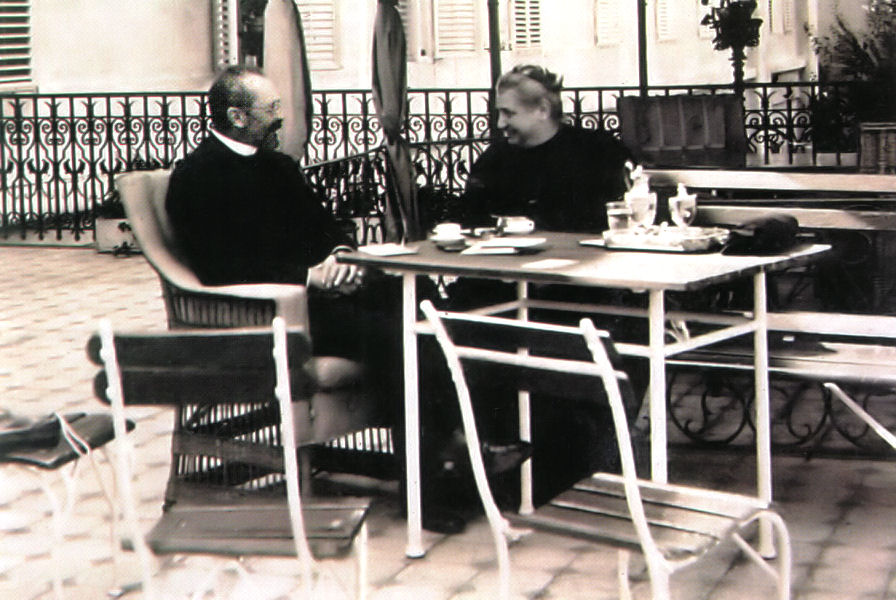
Иштван Тиса и его супруга на террасе дворца Шандора, резиденции премьер-министра, в 1904 году.

Жена -  Илона Тиса из Борошено (1855–1925), дочь  Ласло Тиса (1829–1902), политика, землевладельца и члена парламента, и Отилии Холлес (1831–1904).
В браке родилось двое детей:
- Иштван Тиса (1886-1918), дважды женат, трое детей от второго брака [9]умер во время эпидемии испанского гриппа 1918 года через 5 дней после смерти отца[10][11][12]
- Юлиска (1888-1894), умерла от дифтерии.

## Награды и звания
В 1914 году ему было присвоено звание почетного гражданина Мукачево, также был почетным гражданином Мако. До 1949 года Дебреценский университет носил его имя.
1 июля 1932 года в серии «Знаменитые венгры» Венгрией была выпущена почтовая марка в его честь.
В 2012 году в Будапеште была установлена бронзовая скульптура политика. В 2014 году драматургом и сценаристом Жолтом Пожгаи была написана пьеса «Железный крест», посвященная политику и поставленная в Национальном театре Сегеда.